# Maria Grabowska
Maria Grabowska (ur. 6 sierpnia 1940 w Klepaczowie k. Łucka) – polska lekkoatletka, specjalistka od rzutu oszczepem, mistrzyni i reprezentantka Polski.

## Kariera sportowa
Była zawodniczką SKS Tczew (1954), Startu Tczew (1955), Start Gdańsk (1956–1957), MKS Gdańsk (1958), LKS Sopot (1959) i SLA Sopot (1960).
Na mistrzostwach Polski seniorów wywalczyła cztery medale – dwa złote (1957, 1958) i dwa srebrne (1959, 1960.
Reprezentowała Polskę na mistrzostwach Europy w Sztokholmie (1958), zajmując 5. miejsce, z wynikiem 49,77. W latach 1958–1959 wystąpiła także w sześciu meczach międzypaństwowych (bez zwycięstwa indywidualnie).
W rankingu Track & Field News w 1958 i 1959 zajmowała 8. miejsce.
Rekord życiowy w rzucie oszczepem: 52,19 (28.06.1959).